# منابع غیرنفتی در دریای خزر

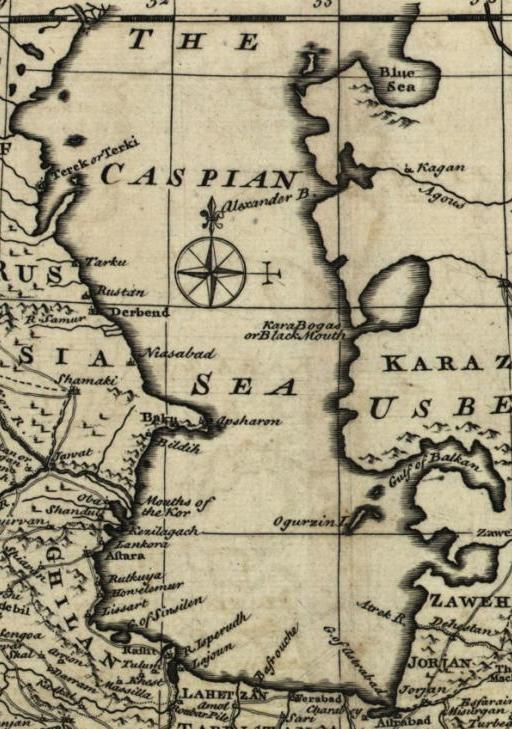
Caspian sea in Persian (IRAN) Empire 1747

برای درک بهتر جایگاه دریای کاسپین از حیث منابع، منطقا سندی محکم تر از آمار و ارقام و داده
های جغرافیایی وجود نخواهد داشت. پیش از این اما برای بررسی منظم تر داده‌های دایره منافع
اقتصادی خزر، مفیدتر آن است که دسته‌های مشخصی را از قبل تعیین کنیم. عمده کارکردهای
اقتصادی کاسپین برای ایران عبارتند از: آبزیان، مسیر انتقال، انرژی

## آبزیان
مطابق آمار موجود، دریای خزر امروزه حدود ۱۲۰ گونه و زیرگونه، ۱۵ تیره از ماهیان و ۸۵۴ گونه
جانور دریایی و چیزی بیش از ۵۰۰ گونه گیاه دریایی را در خود جای داده‌است. از مهمترین گونه
های آبزی به لحاظ بازار تجاری، بی تردید باید از ماهی استورژن یا همان خاویار نام برد که در
خرید و فروش آبزیان، جایگاه انحصاری دارد
بهره‌برداری از آبزیان خزر از زمان‌های بسیار دور میان صیادان ایرانی و روس رایج بوده اما مسئله
مهم آن است که دست کم تا دوران حاکمیت قاجار، این روند ماهیگیری بدون دخالت مستقیم
دولت انجام می‌شد؛ جورج ناتانیل کرزن سیاحتگری بریتانیایی بود که علاوه بر نمایندگی در
مجلس عوام انگلیس، برای روزنامه تایمز خبرنگاری می‌کرد. او حوالی سال ۱۲۶۷ ه‍.ش به ایران
سفر می‌کند و شرق و غرب ایران را به دقت سیاحت کرده و ضمن این گردش‌ها، گزارشات
جالبی تدوین می‌کند. سفرنامه معروف کرزن «ایران و قضیه ایران» حاصل همین سیاحت‌هایی
است که در دوران چهل و یک سالگی پادشاهی ناصرالدین شاه تجربه شده‌است. در قسمتی از این
سفرنامه، این نگارنده بی‌توجهی به منابع دریای خزر را آشکارا منعکس می‌کند:
«کرانه‌های جنوبی دریای خزر و رودخانه‌هایی که به این دریا وارد می‌شوند ماهی فراوان دارند،
به خصوص انواع سگ ماهی (استورژن) که صدور آن خشک یا به صورت خاویار در دست یکی از
اتباع روسیه است که حق امتیاز سرشاری پرداخت می کنند و می‌گویند از این حق انحصاری سود فراوان
تحصیل می‌کند. پولاک چند سال پیش محصول سالانه خاویار دریای خزر را ۶۸۷ تن از قرار هر
تنی هزار ماهی برآورد کرده بود.»  

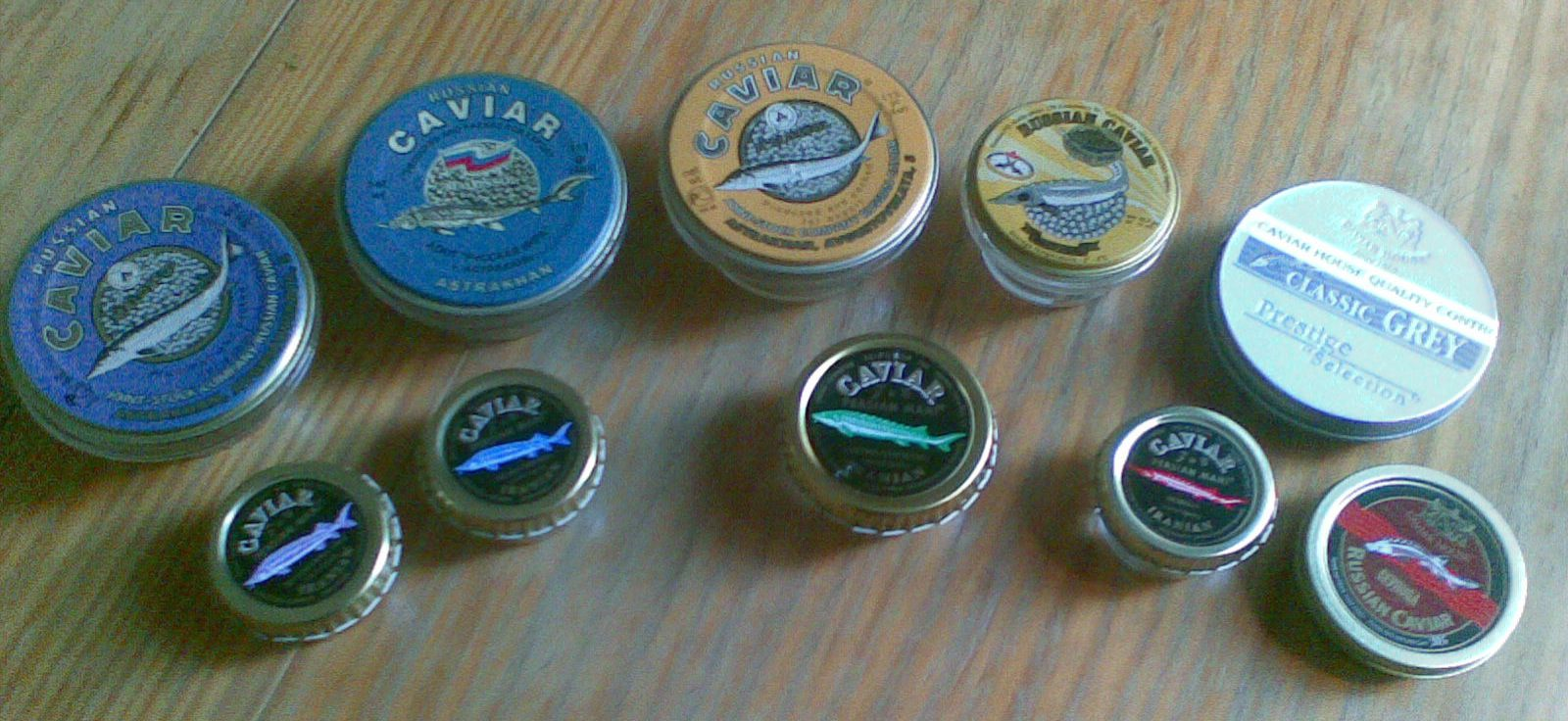
Caviar tins (Russian and Iranian) (cropped)

شاید اصلی‌ترین دلیل دوری علنی دولت ایران از ورود به موضوع صید و صادرات فراورده‌های
خاویاری، دلیل مذهبی بوده باشد؛ به هر ترتیب به این ظرفیت بالا و کم‌نظیر زیست‌محیطی
خزر، تا حد زیادی بی‌توجهی می‌شد. اینها در حالیست که ماهی گرانبهای استورژن در صنعت شیلات ۵
زیرگونه دارد که همگی در کاسپین یافت می‌شود. از لحاظ منابع طبیعی، حدود ۹۰ درصد از
ذخایر خاویاری دنیا از دریای خزر تأمین می‌شود اما آمارها نشان می‌دهد این ذخایر ارزشمند در
ایران، در دوره ای با چالش مواجه شد؛ تا جایی که بین سالهای ۸۵–۱۳۷۰ قریب به ۳ /۲۶۸ تن
کاهش را در تولید شاهد بودیم  
یکی از دلایل اهمیت تعیین رژیم حقوقی مشخص برای ناحیه خزر، عمیقاً به موضوع بهره‌برداری مرتبط خواهد شد؛
آنچنان که ذکر شد، همه ۵ کشور ساحلی خزر، دسترسی به منابع آبزیان گرانبها دارند و به راحتی
به صید و تولید محصولات دریایی مشغولند. در سال ۱۳۸۰، کنوانسیون تجارت بین‌المللی گونه‌های در
حال انقراض (CITIS) به چهار کشور ساحلی خزر (همه دولتها به غیر از ایران )هشدار داد و آنها را
به شدت از صید و فروش محصولات خام خاویاری منع کرد اما نبود سازوکار حقوقی مشخص در
منطقه، در کنار بی‌ثباتی سیاسی-اقتصادی، محیط زیست خزر را همچنان تهدید می‌کند و این
بیانیه بین‌المللی نیز در عمل، مفید واقع نشد 
دو سال قبل در آذربایجان (باکو) نشستی تحت عنوان «کنفرانس بین‌المللی آبزی پروری پایدار در
دریای خزر» برگزار شد که نماینده شیلات ایران نیز در این جلسه حضور داشت. در این جلسه با
جدیت بیشتری موضوع انقراض آبزیان خزر مطرح شد و اشاره شد که باید برای حل این بحران از
ظرفیت‌های جهانی نظیر سازمان فائو نیز بهره گرفت؛ در این جلسه تأکید شد که همه گونه‌های
آبزی در کاسپین در حال انقراض هستند و این موضوع صرفاً به محصولات خاویاری خلاصه
نمی‌شود. یکی از راهکارهای اساسی جلوگیری از کاهش ذخایر، مسئله ایجاد بانک ژن و حرکت
برای آبزی پروری است و آنطور که از عنوان کنفرانس پیداست، این موضوع به عنوان تازه‌ترین 
اقدام مشترک کشورهای ساحلی خزر برای حل مشکل آبزیان در دست اقدام است 

## راه و انرژی
دریای کاسپی بی‌تردید یکی از مهم‌ترین ذخایر نفتی دنیاست. گرچه اکتشاف همچنان در مراحل اولیه است اما وجود چیزی حدود ۴۲ میلیارد بشکه از ذخایر نفتی در این دریا اثبات شده‌است. افزون‌بر اعداد و ارقامی که حجم نفت موجود را نشان می‌دهد، موضوع حیاتی‌تر برای کشورهای ساحلی، دولت‌های تازه استقلال یافته‌اند. برای قزاقستان، ترکمنستان و آذربایجان که کمتر 
توسعه یافته‌اند، چنین منبعی از انرژی به شدت جذابیت دارد 
'به نظر می‌رسد تأکید بر ظرفیت‌های غنی اقتصادی در حوزهٔ حمل‌ونقل، ارزش نقدی بالاتری نسبت به سرمایه‌گذاری روی نفت خزر داشته باشد. تا به حال شاهد تلاش زیادی از سوی کشورهای منطقه برای جلب مشارکت شرکت‌های بزرگ نفتی بوده‌ایم که غالباً پروژه‌های بلندمدت و مبهمی هستند که در دنیای سیاست‌گذاری، اعتبار چندانی ندارد. برای مثال، قزاقستان در جهت توسعهٔ میدان نفتی «تنگیز »، طی ۴۰ سال آینده، شراکت و سرمایه‌گذاری ۲۰ میلیون دلاری را با «شورون» آمریکا آغاز کرد. میدان تنگیز بزرگ‌ترین میدان نفتی احداث شده در بیست سال اخیر است و اساساً یکی از ده میدان بزرگ نفتی دنیاست . با همهٔ این‌ها، دست‌کم ۴۰ سال بهره‌برداری نهایی این پروژه مشترک توسعه، زمان خواهد برد. موازی با این ظرفیت‌ها، باید فرصت‌های قابل استفاده در حوزهٔ نقل و انتقال انرژی و کالا را زیر ذره‌بین برد. مطابق شمار زیادی از تحلیل‌های ژئوپلتیک، ایران، ایمن‌ترین و از همه مهم‌تر، اقتصادی‌ترین مسیر انتقال انرژی به شرق آسیاست  
در کنار این مزیت استراتژیک ایران برای انتقال، نباید فراموش کرد که «کاسپین چشم‌انداز خوبی برای تبدیل شدن به یک کانال مهم ارتباطی فراقاره‌ای در ناحیهٔ شرق-غرب و شمال-جنوب را همزمان دارد. توسعهٔ این راه می‌تواند برای هر دولت ساحلی درآمد خوبی به همراه داشته باشد. البته منظور اولیه و اصلی از کانال‌های ارتباطی، مسیرهای بندر اولیا  (آستراخان) و بندر انزلی  (ایران) است» 
اهمیت ارتباطی بالای خزر برای دولت ایران، نه تنها در نگاشته‌های علمی، بلکه به دست تاریخ این کشور به اثبات می‌رسد. جورج ناتانیل کرزن در «ایران و قضیه ایران» (سال ۱۲۶۷ ه‍.ش) می‌نویسد که ایران سرزمینی است در برزخ میان دو دریا که عمدتاً برای تجارت، رهگذر غرب به شرق است و مسیرهای آبی غالباً در اختیار نیروهای بیگانه بوده. او پایان عصر عبور و مرور کاروان‌ها از خشکی را به خوبی احساس می‌کند و انقلاب ناوبری تجاری در منطقه را به تصویر می‌کشد:
«پیشرفت کار دریانوری و پیدایش قوهٔ بخار امر تجارت را به طرق بحری انداخته است و دریاهای شمالی و جنوبی که همواره وسیلهٔ حمایت عمده‌ای برای ایران بود اینک عامل تجاوز بیگانه و مایهٔ گرفتاری اوست. در دریای خزر زمامداران روسی و در خلیج فارس انگلیسی‌ها بر خانهٔ او دق‌الباب می‌کنند و صادرات و وارداتی که روزی حمل‌ونقل آن موجب جلب نظر اقوام اروپایی بود و نیمی از دارایی ایشان را فراهم می‌نمود حال در چنگ روس و انگلیس افتاده است.» 
واضح است که اهمیت جغرافیایی خزر را پیش از ما، بیگانگان دریافته بودند. هنگامی که کار در جنگ دوم جهانی گره می‌خورد، مقامات انگلیسی پس از جلب رضایت آمریکا، به فکر انتقال مهمات به روسیه و نجات مسکو از خطر هیتلر می‌افتند. زمان اندک و فشار حملات هیتلر زیاد بود. چرچیل در کتاب خاطراتش (کتاب آمریکا در جنگ) اشاره می‌کند که ایجاد یک ارتباط سریع با روسیه از طریق ایران، ضرورت بسیاری در آن شرایط داشت؛ چرا که از یک طرف فرستادن سلاح و مهمات از راه اقیانوس منجمد شمالی دشوار بود و از سوی دیگر، انگلیس باید خودش را باید امکانات سوق‌الجیشی دیگر نیز آماده می‌کرد. شمال ایران (خزر) همهٔ این 
موقعیت‌ها را در خود داشت .
جمهوری اسلامی ایران در شرایطی که بازارهای غربی به ذخایر نفتی کشورهای آسیای مرکزی و قفقاز جنوبی روی خوش نشان می‌دهند، کارکرد ارتباطی اصلی‌اش را از دست می‌دهد. زمانی در جایگاه ایده‌آل خواهیم بود که اولاً بازارهای شرق آسیا تقویت شده، جریان‌های انتقال انرژی و کالا به این قسمت شدت بیشتری بگیرد و ثانیاً در مذاکرات برای رژیم حقوقی خزر، شروط ویژه‌ای که نحوهٔ انتقال انرژی از کاسپین به بازارهای غربی را بومی کند گنجانده شود. (همهٔ لوازم مبادله انرژی اعم از نفتکش‌ها، ارز معیار معاملات و نیز راه‌های بارگیری و انتقال بومی شود)